# Danai Karnpoj

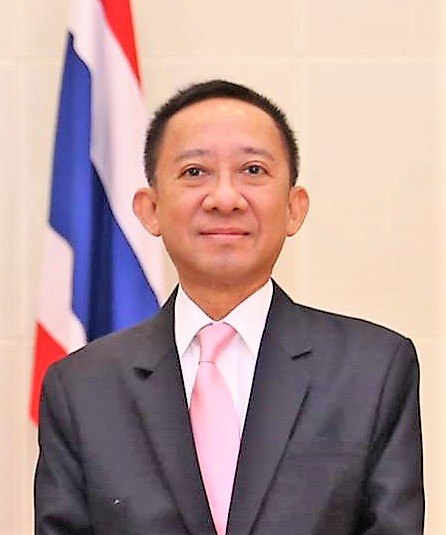
Danai Karnpoj (2018)

Danai Karnpoj ist ein thailändischer Diplomat.

## Werdegang
Danai war 2015 Minister an der thailändischen Botschaft in Wien.
Bis 2018 war Danai thailändischer Generalkonsul im laotischen Savannakhet. Am 21. Juni 2018 übergab Danai seine Akkreditierung als thailändischer Botschafter in Osttimor an Osttimors Präsidenten Francisco Guterres. Danai folgt damit im Amt Patchanee Kithavorn. 2020 wurde Danai von Ekapol Poolpipat in Dili abgelöst.